# 叠珠树科
叠珠树科是真双子叶植物十字花目的一個科，僅有2属2种，分布於在澳大利亚东部和東亞地區，中國和台灣都只有一種。
本科植物是常绿乔木，有8-20米高，羽状复叶，互生；花瓣5，一般为白色或粉红色；果实为蒴果，内含黑色种子。
1981年的克朗奎斯特分类法将其列在无患子目中，只包含了叠珠树屬一屬，1998年根据基因亲缘关系分类的APG 分类法认为应该属于十字花目，可以选择性地和钟萼木科合并，2003年经过修订的APG II 分类法维持原分类，但2006年5月7日新修订的结果将钟萼木科和其直接合并到一个科。